# Transport linowy
Transport linowy – jeden z naziemnych sposobów transportu. Można podzielić na transport naziemny i napowietrzny. Ten pierwszy pod nazwą transport linowo-terenowy dodatkowo na koleje linowo-terenowe (KL-T) oraz tramwaje linowe (TL) .
Zgodnie z brzmieniem ustawy o publicznym transporcie zbiorowym transportem linowym można nazwać przewóz osób środkiem transportu poruszającym się za pomocą napowietrznej liny ciągnącej, z kolei transport linowo-terenowy to przewóz osób środkiem transportu poruszającym się po szynach lub po jednej szynie za pomocą liny napędowej.
Przykładem transportu linowego mogą być koleje linowe (terenowe, napowietrzne), wyciągi narciarskie, wyciągi w wieżach szybów górniczych oraz dźwigi osobowe i towarowe. Zaletą transportu linowego są niskie nakłady na tworzenie drogi transportu w trudnym terenie (np. góry), małe prawdopodobieństwo wystąpienia nieszczęśliwego wypadku (np. winda jest najbezpieczniejszym środkiem transportu).